# Roberto de Sousa Rezende
Roberto de Sousa Rezende, född 18 januari 1985 i Goiânia i Brasilien, är en brasiliansk fotbollsspelare. Han spelade förut även för Brasiliens U20-landslag.

## Fotnoter
1. ↑  Fussball-Talente.com – Roberto de Sousa Rezende